# Střelba v Mnichově 22. července 2016
Dne 22. července 2016 došlo ke střelbě v obchodním centru v bavorském městě Mnichově. Útok si vyžádal 9 mrtvých a 21 zraněných, včetně dětí.

## Průběh útoku
Na základě vyjádření svědků se původně předpokládalo, že za střelbou stojí až tři útočníci. Během incidentu se také rozšířila zpráva, že došlo k útoku také na Karlově náměstí (centrálním náměstí v bavorské metropoli), nicméně policie tuto zprávu velmi rychle vyvrátila.
Útočník se na čin připravoval od léta 2015. U sebe měl Glock ráže 9 mm s vybroušeným číslem, přes 300 nábojů a knihu Proč děti zabíjejí: jak přemýšlejí školní střelci. Pistole byla v minulosti předělaná na divadelní rekvizitu a potom nelegálně zase zpět na funkční zbraň. Útočník ji měl pořídit přes darknet buď na Slovensku nebo v Česku.
Oběti k bistru McDonald’s útočník nalákal přes svůj facebookový falešný profil s ženským jménem. Své oběti si nevybíral cíleně, ale cílil na mladé lidi – osm z devíti jeho obětí byli lidé pod 21 let. První výstřely v obchodním centru Olympia-Einkaufszentrum v městské části Moosach se ozvaly nedlouho před šestou hodinou večerní. Bezpečnostní složky obchodní dům obklíčily a po střelbě okamžitě evakuovaly.
Sonboly se po útoku sám zastřelil ranou do hlavy; jeho tělo policie našla na ulici nedaleko centra.

### Bezprostřední reakce bezpečnostních složek
Nedlouho po útoku vydaly bezpečnostní složky v Mnichově varování, aby se lidé vyhýbali místům s vyšší koncentrací osob. Byl přerušen provoz mnichovského metra a některých autobusových a tramvajových linek; hlavní nádraží München Hauptbahnhof bylo evakuováno a zcela uzavřeno a provoz německých drah do města a z města se úplně zastavil.
Do města byly povolány policejní jednotky z Norimberku a dalších spolkových zemí, protiteroristická jednotka GSG9 a posily z Rakouska; celkem bylo nasazeno zhruba 2300 příslušníků bezpečnostních složek.

## Pachatel a motiv
Pachatelem byl Ali David Sonboly, osmnáctiletý rodilý Němec íránského původu s dvojím občanstvím. který trpěl depresemi. Útočník neměl žádné záznamy v trestním rejstříku a německá policie vyloučila teroristický nebo politický motiv. Útočník se svědkům přiznal, že motivací jeho činu je pomsta za šikanu, jejíž byl po sedm let obětí. V minulosti přitom spolužákům vyhrožoval, že je „všechny zabije“ a k tomu byl v roce 2015 dva měsíce léčen na psychiatrii kvůli sociálním fóbiím a neklidu.
Při domovní prohlídce byly zajištěny materiály týkající se útoků šílených střelců a masových vražd, zejména útoků v Norsku z roku 2011, jejich výročí připadá přesně na den útoku. Bylo zjištěno, že se mladík činem inspiroval, Breivikovu podobiznu používal mj. jako fotku na svém účtu WhatsApp. Stejně jako Breivik sepsal ke svému činu manifest. Paradoxní je, že Breivik svůj čin směřoval na ochranu Evropy před imigranty, jako je Sonbolyova rodina.
Další inspirací mu mohl být čin ve městě Winnenden, kde zastřelil v roce 2009 sedmnáctiletý student 15 lidí. Sonboly město v roce 2015 navštívil a fotografoval si ho.
V dalším vyšetřování vyšlo najevo, že střelec byl rasistický příznivec krajní pravice a nesnášel německé imigranty. Do extremistických struktur se ale nijak nezapojoval. Byl hrdý, že se narodil stejně jako Adolf Hitler 20. dubna, stejně jako na svůj íránský původ, protože Írán byl považován za kolébku árijců. Považoval se za nadřazeného Arabům a Turkům, kterými pohrdal. Při střelbě mj. vykřikoval hesla proti Turkům. Vyšetřovatelé jsou přesvědčeni, že pokud by si střelec vybíral oběti náhodně, bylo by jich daleko více.

## Oběti
Oběťmi byli převážně mladí lidé, mezi nimi několik dětí imigrantů původem z Kosova, Řecka a Turecka.

## Reakce
Němečtí politici začali hovořit o zpřísnění už tak v Německu relativně přísných pravidel ohledně držení a nákupu zbraní. V Bavorsku je plánováno posílit policii z 41 tisíc členů na 43 a pořídit pro ni lepší vybavení. Nejvíce budou posíleny speciální jednotky a složky zabývající se kybernetickou kriminalitou. Speciální jednotky dostanou lepší vesty, přilby a pancéřovaná auta. Bavorsko hodlá zvýšit počet kamer na veřejných místech, jako jsou vlaky, nádraží atd. Provozovatelům sociálních sítí a emailů přibude povinnost 10 týdnů archivovat informace o činnosti uživatelů.